# Phil Mellor
Phil "Mez" Mellor (Shelley bij Huddersfield, 25 februari 1954  - Douglas, 7 juni 1989) was een Brits motorcoureur. 
Phil Mellor is het meest bekend van zijn races in de TT van Man, waar hij in 1984 zijn beste jaar had, toen hij de - eenmalige - Junior 350 cc TT en de Production 100-250 cc TT won en derde werd in de Formula Two TT. 
Zoals bijna alle rijders in de TT van Man was Phil Mellor als amateur begonnen in de Manx Grand Prix, die eveneens op de Snaefell Mountain Course werd verreden. Toch was het aanvankelijk helemaal niet zijn bedoeling om op dit gevaarlijke circuit te rijden. Op 5 juni 1978 stond Phil met zijn vriend Steve Hodgson in een tuin bij Bray Hill toen voor hun ogen de zijspanrijders Malcolm Hobson en Kenny Birch verongelukten. Mellor zei toen: "That's it! I'm never going to race here". Toch startte hij in het najaar in de 250cc-Newcomers Lightweight Race van de Manx Grand Prix, die hij meteen wist te winnen. In het volgende jaar werd hij derde in de 350cc-Junior Race.
Phil promoveerde in 1980 naar de Isle of Man TT, die in het voorjaar (eind mei-begin juni) werd georganiseerd, maar ondanks zijn aanvankelijke aversie was hij zo enthousiast over de Snaefell Mountain Course dat hij ook nog een aantal jaren aan de Manx Grand Prix bleef deelnemen. Zijn voorliefde voor stratencircuits bleek ook uit zijn successen op het Dundrod Circuit (in de buurt van Belfast), waar hij drie keer de Ulster Grand Prix won, The Triangle in Noord-Ierland, waar hij drie podiumplaatsen in de North West 200 scoorde en de Grand Prix van Macau, waar hij vijfde werd. 
In 1987 werd hij samen met Roger Marshall opgenomen in het semi-fabrieksteam van Heron-Suzuki, waar hij ook in 1988 bleef toen James Whitham en Steve Cull het team aanvulden. In 1989 gingen Whitham en Mellor over naar Durex-Suzuki.

## Overlijden
Op woensdag 7 juni 1989 startten James Whitham en Phil Mellor in twee nieuwe klassen, eerst in de Supersport 600 TT, waarin Whitham derde en Mellor vierde werd. 's Middag startten ze met Suzuki GSX-R 1100's in de Production 1300 TT. In de tweede ronde kwam Phil Mellor ten val bij Doran's Bend. Hij werd per helikopter naar Nobles Hospital in Douglas gebracht, waar hij bij aankomst overleed. 
In dezelfde ronde kwam Steve Henshaw bij Quarry Bends ten val toen hij Mellor's gevallen teamgenoot Whitham wilde ontwijken. Henshaw overleed ter plaatse. Na deze beide ongevallen gingen Brian Morrison, James Whitham en Steve Cull onmiddellijk naar huis. Whitham en Cull zouden nooit meer op het eiland Man rijden en de Production 1300 TT werd afgeschaft. 

## Manx Grand Prix resultaten
| Jaar | Klasse                     | Team  | Motorfiets      | Plaats |
| ---- | -------------------------- | ----- | --------------- | ------ |
| 1978 | Lighweight race            | Privé | Maxton-Yamaha   | 4e     |
| 1978 | Newcomers Lightweight Race | Privé | Maxton-Yamaha   | 1e     |
| 1979 | Lighweight race            | Privé | Maxton-Yamaha   | DNF    |
| 1979 | Junior race                | Privé | Maxton-Yamaha   | 3e     |
| 1981 | Lightweight Race           | Privé | Yamaha          | DNF    |
| 1981 | Newcomers Lightweight Race | Privé | Yamaha          | DNF    |
| 1982 | Lightweight Race           | Privé | ISR             | 36e    |
| 1982 | Junior Race                | Privé | Shepherd-Yamaha | DNF    |
| 1983 | Lightweight Race           | Privé | Rotax           | DNF    |
| 1984 | Senior Race                | Privé | Honda           | 56e    |
| 1985 | Senior Race                | Privé | Yamaha          | 38e    |
| 1985 | Junior Race                | Privé | Yamaha          | 27e    |

## Isle of Man TT resultaten
| Jaar | Klasse                   | Team                | Motorfiets       | Plaats  |                                      | Winnaar |
| ---- | ------------------------ | ------------------- | ---------------- | ------- | ------------------------------------ | ------- |
| 1980 | Senior TT                | Privé               | Yamaha           | DNF     | Graeme Crosby, Suzuki                |         |
| 1980 | Junior TT                | Privé               | Yamaha           | 13e     | Charlie Williams, Yamaha             |         |
| 1980 | Classic TT               | Privé               | Yamaha           | DNF     | Joey Dunlop, Yamaha                  |         |
| 1981 | Senior TT                | Privé               | Yamaha           | 10e     | Mick Grant, Suzuki                   |         |
| 1981 | Junior TT                | Privé               | Yamaha           | DNF     | Steve Tonkin, CCM-Rotax              |         |
| 1981 | Formula Two TT           | Privé               | Yamaha           | DSQ     | Tony Rutter, Ducati                  |         |
| 1982 | Senior 350 cc TT         | Privé               | Yamaha           | 2e      | Tony Rutter, Yamaha                  |         |
| 1982 | Junior 250 cc TT         | Privé               | Yamaha           | DNF     | Con Law, Ehrlich-Waddon-Rotax        |         |
| 1982 | Formula Two TT           | Privé               | Yamaha           | DNF     | Tony Rutter, Ducati                  |         |
| 1983 | Junior 350 cc TT         | Privé               | Yamaha           | 1e      | Phil Mellor, Yamaha                  |         |
| 1983 | Formula Two TT           | Privé               | Yamaha           | 3e      | Tony Rutter, Ducati                  |         |
| 1983 | Junior TT                | Privé               | Rotax            | DNF     | Con Law, EMC-Rotax                   |         |
| 1983 | Senior Classic TT        | Privé               | Yamaha           | 10e     | Rob McElnea, Suzuki                  |         |
| 1984 | Senior TT                | Privé               | Yamaha           | DNF     | Rob McElnea, Heron-Suzuki            |         |
| 1984 | Junior TT                | Privé               | Yamaha           | DNF     | Graeme McGregor, EMC-Rotax           |         |
| 1984 | Production 100-250 cc TT | Privé               | Yamaha           | 1e      | Phil Mellor, Yamaha                  |         |
| 1984 | Formula Two TT           | Privé               | Padgett's-Yamaha | 4e      | Graeme McGregor, Manchester-Yamaha   |         |
| 1985 | Formula One TT           | Privé               | Yamaha           | DNF     | Joey Dunlop, Rothmans-HRC-Honda-UK   |         |
| 1986 | Formula One TT           | Privé               | Suzuki           | 5e      | Joey Dunlop, Rothmans-HRC-Honda-UK   |         |
| 1986 | Junior TT                | Privé               | EMC-Rotax        | 2e      | Steve Cull, Honda                    |         |
| 1986 | Senior TT                | Privé               | Suzuki           | 5e      | Roger Burnett, Rothmans-HRC-Honda-UK |         |
| 1986 | Production Class C TT    | Privé               | Suzuki           | 17e     | Gary Padgett, Padgett's-Suzuki       |         |
| 1986 | Production Class B TT    | Privé               | Suzuki           | 1e      | Phil Mellor, Suzuki                  |         |
| 1987 | Formula One TT           | Virgin-Heron-Suzuki | Suzuki           | 2e      | Joey Dunlop, Rothmans-HRC-Honda-UK   |         |
| 1987 | Senior TT                | Virgin-Heron-Suzuki | Suzuki           | DNF     | Joey Dunlop, Shell-Gemini-Honda      |         |
| 1987 | Production Class B TT    | Virgin-Heron-Suzuki | Suzuki           | DNF     | Geoff Johnson, Loctite-Yamaha        |         |
| 1988 | Formula One TT           | Durex-Suzuki        | Suzuki           | DNF     | Joey Dunlop, Shell-Gemini-Honda      |         |
| 1988 | Senior TT                | Durex-Suzuki        | Suzuki           | 16e     | Joey Dunlop, Shell-Gemini-Honda      |         |
| 1988 | Production Class A TT    | Heron-Suzuki        | Suzuki           | 4e      | Dave Leach, Padgett's Yamaha         |         |
| 1988 | Production Class B TT    | Heron-Suzuki        | Suzuki           | DNF     | Steve Hislop, Honda                  |         |
| 1988 | Production Class C TT    | Heron-Suzuki        | Suzuki           | 13e     | Brian Morrison, Honda                |         |
| 1989 | Formula One TT           | Durex-Suzuki        | Suzuki           | DNF     | Steve Hislop, HRC-Honda              |         |
| 1989 | Supersport 600 TT        | Durex-Suzuki        | Suzuki           | 4e      | Steve Hislop, Honda                  |         |
| 1989 | Production 750 TT        | Durex-Suzuki        | Suzuki           | 9e      | Carl Fogarty, Honda                  |         |
| 1989 | Production 1300 TT       | Durex-Suzuki        | Suzuki           | DNF (†) | Dave Leach, Yamaha                   |         |